# 暗擬鰈
暗擬鰈為輻鰭魚綱鰈形目鰈亞目鰈科的其中一種，為溫帶海水魚，分布於西北太平洋區，包括北海道東北部、千島群島、薩哈林島、韃靼海峽、朝鮮半島等海域，體長可達56公分，棲息在底層水域，生活習性不明。